# بيت غان
بيت غان (בית-גן) مستعمرة زراعية سابقة. تقع في شرق الجليل الأسفل، في سهل يمه جنوب غرب طبريا، على طريق 767 من كفار طابور إلى كنيريت بجوار يفنيئيل. وضمت إلى المجلس المحلي يفنيئيل في عام 1953.
تم شراء أراضي المستعمرة من قبل ممثل جمعية الاستعمار اليهودي في الجليل حاييم مرجليوت كالوريسكي في عام 1903. وفي عام 1905، تم بناء الشارع العلوي للمستعمرة، وبه عشرة بيوت، ومن ثم شارع ينحدر شرقًا متعامدًا على شارع هالون، وبه ستة بيوت. تأسست بيت غان كجزء من إنشاء سبع مستعمرات في الجليل الأسفل بين عامي 1902 و1908: كنيريت على شاطئ بحيرة طبريا، "ملحمية" ولاحقاً مناحميا على ضفاف نهر الأردن غرباً، يفنيئيل، كفار طابور في سفح جبل طابور عند مصب مرج ابن عامر، مستعمرة سيجيرا، ومتسبا بالقرب من طريق طبريا - الناصرة.
أطلق عليها اسم المستعمرة على ضوء بنائها المحاذي لخربة بيت جن، حيث كانت توجد قرية صغيرة مستأجرين عرب يسكنون في بيوت طينية (أكواخ). وعندما تم إنشاء المستعمرة، تم دفع أموال لهم لإخلائها.
اشترت جمعية الاستعمار اليهودي أرضًا هناك مع أكواخ العرب الذين عاشوا هناك، وأسكنت مجموعة من العمال الزراعيين الذين عملوا لبعض الوقت في مزرعة سيجيرا. ومن بين هؤلاء أيضًا مجموعة من الغريم من روسيا. تم إنشاء بيت غان بصيغة التعبئة والتغليف، والتي تم تجربتها لأول مرة من قبل جمعية الاستعمار اليهودي. تم تخصيص 250 دونمًا لكل مزارع حتى يتمكن من كسب لقمة العيش من النبات. كما تم منح كل مستوطن مبلغ 2500 فرنك لشراء الماشية والبذور والأدوات. إلا أن الظروف هناك كانت قاسية، وكانت حالة المنازل سيئة للغاية وتسربت الأمطار إليها. ونظرًا لعدم الإلمام بالأرض، كان المحصول في السنة الأولى سيئًا واضطر المزارعون إلى الحصول على قروض لتمويل زراعة العام التالي. وقع معظم المستأجرين في الديون، وتم نقل الباقي من قبل جمعية الاستعمار اليهودي إلى يفنيئيل، حيث كان لديهم منازل مرتبة مع حدائق، وتم التخلي عن منزل بحديقة. أعيد توطين المستعمرة في عام 1910 من قبل أعضاء العالية الثانية. وفي نهاية العام السادس عشر كان هناك 250 منزلاً للمستوطنين في المستعمرة ومنزلًا كتابيًا قيد الإنشاء. وكان من المفترض أن تصل حصة الأراضي لكل مستوطن إلى 250 دونم، إلا أنها كانت أقل بكثير بسبب مشاكل في استكمال شراء الأراضي. لكن الماء كان كافيا. وبسبب الوضع الصعب للمستعمرة، أعطت جمعية الاستعمار اليهودي لكل مستوطن ألف فرنك للاندماج. في عام 1912، غادر ثلاثة مستوطنين المستعمرة. أضافت جمعية الاستعمار اليهودي 10-15 دونمًا أخرى من أراضي يفنيئيل لكل مستوطن، بالإضافة إلى 160 دونمًا مخصصة لهم. وفي عام 1912، تم بناء حي جديد في جنوب المستعمرة لمجموعة من أبناء طبريا اليمنيين".
في نهاية الحرب العالمية الأولى، وصل حوالي 50 عضوًا من حركة هاشومير هاتسعير من غاليسيا إلى بيت جان وهاجروا على متن السفينة كارنوليا. ومن هذه المجموعة، هاجر 27 شخصًا إلى بيتانيا عيليت، وانضم الباقون إلى كتيبة حراسة هشومير حتصير على طريق حيفا - جدة.
في العشرينيات، أجريت تجارب في بيت غان وفي يفنيئيل المجاورة. وقد جلب القطاع كثيف العمالة عدة مجموعات كانت على وشك الاستقرار بشكل دائم، من بينها "كيبوتس هاشومير حتصير S.S.S.R". (لاحقًا أفيكيم)، ومجموعة شارون، ومجموعة مشمار (لاحقًا مشمار هشارون). وبعد سنوات قليلة، فشلت زراعة التبغ وتوقفت.